# كاميرون غودهو
كاميرون غودهو (بالإنجليزية: Cameron Goodhue)‏ هو لاعب اتحاد الرغبي نيوزيلندي، ولد في 24 يناير 1987 في أوكلاند في نيوزيلندا.